# Ospedale Maria Pia di Savoia
L'ospedale Maria Pia di Savoia di Oppido Mamertina è stato istituito più di 150 anni fa per volere del vescovo Francesco Maria Coppola e grazie alla donazione del gentiluomo tropeano Antonio Mazzitelli.
Alla fine dell'Ottocento aveva un suo capitale, in ragione di lire 137.172,80 e un suo reddito ammontante a lire 8.831,75 annue che, tolte le spese, veniva devoluto ad operazioni similari a quelle del Monte.
Negli anni settanta-ottanta, sotto la presidenza dell'avvocato Giuseppe Mittica, la sua fama di efficienza superava i confini regionali, presentava una strumentazione tecnologica all'avanguardia come la medicina nucleare, il rene artificiale, 5 unità coronarie e un centro tumori d'eccellenza
È erede di una struttura sanitaria fondata nell'antica Oppido come emerge dagli scritti dell'Ughelli il quale parla di uno "Xenodochium" ed il Pacichelli evidenzia che oltre ai tanti edifici, è da notare anche uno spedale pè poveri. Ma ancora prima, da un atto notarile del 1647, si evince che c'era in Oppido un "hospitale" in cui operava tale dottore fisico Domenico Campanella di Stigliano. Nel 600 l'ospedale era soggetto all'autorità del vescovo, come risulta dal sinodo celebrato dal monsignor Parisio. Dello stesso tenore il sinodo del 1726 del vescovo Perrimezzi. I sinodi rappresentano una fonte di notizie molto accurate sull'attività e la gestione economico-finanziaria dell'ospedale, successivamente ad essi le notizie risultano meno approfondite, ma si può evincere l'importanza di quella struttura sanitaria da altri documenti illustranti il suo andamento e in particolare dai registri delle mortalità, avvenute giornalmente dal 1763 al 1780, dei pazienti che nell'ospedale Oppidese provenivano dai diversi luoghi della Nazione: Limiri in Sicilia, Bagnara, Terranova, Platì, Seminara, Soccorso in Sicilia, Reggio, Siracusa, Messina, Barcellona di Sicilia, Palermo, Asti, solo per citarne alcuni..
Oggi la sua importanza è legata al territorio, infatti serve un'ampia fascia preaspromontana ed aspromontana la cui popolazione ha in questo Ospedale il più vicino punto di assistenza sanitaria anche in termini di emergenza-urgenza. L'intera struttura è composta da tre grandi settori o padiglioni: il primo nucleo venne ristrutturato ed inaugurato nel 1908, il secondo fu costruito negli anni 50 ed il terzo (mai completamente entrato in funzione ed ove è presente un plesso operatorio all'avanguardia)) negli anni settanta. Con Legge Regionale del 2004 L'ospedale di Oppido Mamertina è stato qualificato come ospedale di montagna
All'ingresso su una stele di marmo sono incise le seguenti parole:
Auspice il Santo Vescovo Coppola

eretto per lasciti di Antonio Mazzitelli

più largamente dotato

dal senatore Candido Zerbi

dopo i tremuoti del 1894 1905 1907

dalla congregazione di carità

con miglior senno igienico

ristaurato ordinato ed abbellito

oggi riapresi

maggio 1908»
(Frase impressa sulla stele nell'ingresso del nosocomio)